# آلوین استاتهام
آلوین استاتهام (انگلیسی: Alwyne Statham؛ 28 January 1920 – ۲۰۰۳ (۸۲−۸۳ سال)) بازیکن فوتبال بود.
از باشگاه‌هایی که در آن بازی کرده‌است می‌توان به باشگاه فوتبال منزفیلد تاون اشاره کرد.